# В постели с врагом
«В постели с врагом» (англ. Sleeping with the Enemy) — американский психологический триллер режиссёра Джозефа Рубена, вышедший на экраны в 1991 году и основанный на одноимённом романе Нэнси Прайс. В главной роли снялась Джулия Робертс.

## Сюжет
Лора и Мартин женаты уже четвёртый год. Они похожи на счастливых супругов: она 27-летняя красавица, он — немного старше её, привлекательный и успешный финансист. В их распоряжении огромный дом на побережье, чей продуманный минималистичный интерьер говорит о вкусе и достатке.
Но никто не знает, что Лора живёт в постоянном страхе: её муж третирует её, ревнуя, контролируя, подавляя и унижая. Лора пытается соблюдать многочисленные правила Мартина по ведению хозяйства, соглашается поменять наряд по первому его требованию, отменяет свои планы и соглашается делать всё, лишь бы Мартин не выходил из себя. Но уже давно ясно, что Мартин может устроить скандал  и даже ударить Лору и в том случае, когда она ведёт себя безупречно: случайная фраза постороннего человека может вызывать приступ ревности у мужа. Он не может и не хочет себя сдерживать, зная, что полностью контролирует их жизнь финансово. После избиений и унижений, он мирится с Лорой, дарит ей дорогие подарки, приносит цветы. Несколько дней всё идёт хорошо, Лора начинает успокаиваться, но происходит новая вспышка...
В один из вечеров Мартин настаивает на том, чтобы Лора поехала с ним и их новым соседом на ночную прогулку на яхте. Он делает это, зная, что Лора боится воды после несчастного случая в детстве. Подавленная женщина соглашается. В какой-то момент она падает за борт, её тело ищут, но безуспешно... Безутешный вдовец оплакивает Лору.
...однако Лора не утонула. Она давно осознала, что у неё нет шанса уйти от Мартина: он подавляет её психологически, физически и финансово, он будет преследовать её даже после развода. И тогда она начала готовить побег. Уехав несколько месяцев назад из дома будто бы к постели умирающей в пансионате для слепых матери, она на самом деле тайно перевезла маму в другое заведение. Также тайно она записалась на занятия по плаванию и несколько месяцев, уезжая, по её словам, на небольшую подработку в библиотеку, упорно тренировалась, чтобы побороть страх воды. Затем, дождавшись удобного случая, она сумела имитировать свою смерть. В ночь «гибели» она воспользовалась паникой Мартина и соседа, которые вместе со спасателями были всё время на берегу, а сама незаметно пробралась в дом, чтобы забрать заранее припрятанную сумку с вещами и деньгами, которые ей понадобятся на первое время.
После этого она смогла уехать далеко, в маленький провинциальный городок в штате Айова, где устроилась в библиотеку, начала заводить друзей и даже отвечать на ухаживания местного учителя...
Однако, планируя побег, она допустила ошибку, занимаясь плаванием под своим настоящим именем, а непосредственно в ночь побега напрасно в эмоциональном порыве выкинула своё обручальное кольцо в унитаз в их с Мартином доме...
Вскоре Мартину с соболезнованиями звонит женщина, из разговора с которой он узнает, что она познакомились с покойной Лорой на курсах плавания. Затем, обшаривая дом, он обнаруживает на дне унитаза кольцо, которое Лора не снимала в вечер своей гибели... Мартин едет в пансионат, где жила под присмотром мать его жены и узнает, что та не умирала, а однажды была увезена своей дочерью в неизвестном направлении...
Мартин понимает, что Лора сбежала, нанимает детектива и начинает искать для начала свою тёщу, справедливо полагая, что рано или поздно Лора захочет проведать мать... 
Тем временем, Лора наслаждается долгожданным покоем и новой любовью, не подозревая, что Мартин идёт по её следу.

## В ролях
- Джулия Робертс — Лора Уильямс Берни / Сара Уотерс
- Патрик Бергин — Мартин Берни
- Кевин Андерсон — Бен Вудвард
- Элизабет Лоуренс — Хлоя Уильямс
- Харли Вентон — Гарбер

## Саундтрек
Музыку к фильму написал и дирижировал Джерри Голдсмит. Одновременно с фильмом Columbia Records выпустила альбом, содержащий чуть более 38 минут музыки, а также песню Вана Моррисона «Brown Eyed Girl». В 2011 году La-La Land Records выпустила альбом ограниченным тиражом в 3500 копий.